# Selmar Aschheim
Selmar Aschheim, född 4 oktober 1878 i Berlin, död 1965, var en tysk gynekolog.
Han studerade vid i Berlin och Freiburg, där han tog sin doktorsexamen 1902. 1908 tog han över laboratoriet vid Charité i Berlin. 1930 tog han över en forskningstjänst i gynekologi i Berlin och året därpå utnämndes han till hedersprofessor. När nazisterna kom till makten 1933 flyttade han till Frankrike och blev fransk medborgare.
Aschheim viktigaste forskning rörde gynekologisk histologi och hormoner, han upptäckte hormonet som finns i gravida kvinnors urin (publicerat i Archiv für Gynäkologie 1927) och utvecklade på grundval av detta ett graviditetstest för att tidigt kunna påvisa graviditet, se vidare: Ascheims-Zondeks graviditetsreaktion